# Atratothemis reelsi
Atratothemis reelsi is een libellensoort uit de familie van de korenbouten (Libellulidae), onderorde echte libellen (Anisoptera).
De wetenschappelijke naam Atratothemis reelsi is voor het eerst geldig gepubliceerd in 2005 door Wilson.